# Musée des arts photographiques de Kiyosato
Le musée des arts photographiques de Kiyosato (清里フォトアートミュージアム, Kiyosato Foto-Āto Myūjiamu) est un musée consacré à la photographie installé à Kiyosato, dans la ville de Hokuto au Japon.
L'établissement a ouvert ses portes en 1995 et Eikō Hosoe en est le directeur depuis l'ouverture.
La galerie, qui fait référence à elle-même sous l'appellation « K * MOPA », « embrasse l'art photographique réalisé dans l'affirmation de la vie » ce qui n'exclut pas des images difficiles. Il tente d'acquérir des tirages de qualité archivistique, et est particulièrement soucieux d'encourager les jeunes photographes à présenter leur travail aux fins d'examen. Les œuvres de jeunes photographes qu'accepte la galerie sont présentées dans une série annuelle d'expositions de « jeunes » portefolio, peut-être inspirées par une importante exposition d'ouverture dans laquelle vingt-cinq photographes japonais à présent bien établis ont montré les œuvres qu'ils avaient réalisées lorsqu'ils avaient tous une vingtaine d'années.
Les expositions sont généralement thématiques, mais des rétrospectives individuelles de photographes tels Manuel Álvarez Bravo, Shisei Kuwabara et autres sont aussi organisées. Les catalogues d'exposition sont disponibles directement auprès du musée.

## Crédit d'auteurs
- (en) Cet article est partiellement ou en totalité issu de l’article de Wikipédia en anglais intitulé « Kiyosato Museum of Photographic Arts » (voir la liste des auteurs).